# Control de nivel
Los controles de nivel son dispositivos o estructuras hidráulicas cuya finalidad es la de garantizar el nivel del agua en un rango de variación preestablecido. Existen algunas diferencias en la concepción de los controles de nivel, según se trate de: canales; plantas de tratamiento; tanques de almacenamiento de agua o un embalse.

## Controles de nivel del agua para canales
Los controles de nivel del agua en los canales tienen la finalidad de garantizar la correcta operación de los mismos. En general los controles de nivel se colocan en puntos claves del canal, como son:
- Secciones de derivación, para canales de menor orden, y para tomas de campo; y,
- En correspondencia con estructuras de seguridad.

Básicamente existen dos tipos de controles de nivel, considerando el nivel que deben controlar:
- Controles que aseguran la permanencia del nivel, dentro de márgenes preestablecidos, aguas arriba de la estructura de control;
- Controles de nivel que garantizan el nivel, en el ámbito de una variación máxima preestablecida, aguas abajo de la sección de control. Estos sistemas también se denominan operando a la demanda.

Desde el punto de vista de los mecanismos que operan el control del nivel, se pueden distinguir dos tipos:
- Controles del nivel aguas arriba mediante un vertedero de gran longitud;
- Controles de nivel que operan mediante el movimiento automático de una compuerta mecánica accionada por un flotador. Dependiendo de la posición del flotador el control será comandado por el nivel aguas arriba o aguas abajo.

## Controles de nivel para plantas de tratamiento de agua
El control de los niveles máximos se controlan mediante vertederos libres. totalmente

## Controles de nivel para tanques de almacenamiento de agua

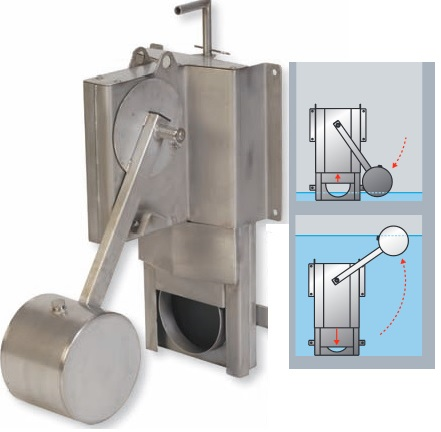
Regulador de caudal.

Los controles del nivel máximo del agua en un tanque de almacenamiento tienen la doble función de garantizar la seguridad de las estructuras y de evitar el desperdicio de agua. El control del nivel máximo se hace mediante un sensor de nivel conectado en alguna forma, ya sea mecánica o electrónica con la operación de una válvula a la entrada del tanque. Como todo mecanismo siempre puede fallar en el momento de su operación, es importante que el tanque disponga de un sistema de seguridad de funcionamiento totalmente automático como por ejemplo un vertedero libre, eventualmente conectado con una alarma.
El control del nivel mínimo del agua tiene la función de garantizar el buen funcionamiento del sistema evitando la entrada de aire en la tubería que se encuentra aguas abajo del tanque, como por ejemplo en la red de distribución de agua, o en la succión de la o las bombas. En este caso también el sistema está compuesto por un sensor de nivel conectado a una alarma, para que el operador intervenga, o en sistemas más sofisticados, el sensor actúa directamente, para aumentar la entrada de agua al tanque.

## Control de nivel en un embalse
El control de nivel de un embalse es fundamental para garantizar la seguridad de la presa y de las poblaciones situadas el valle, aguas abajo. El control del nivel máximo del agua en los embalses se puede efectuar mediante compuertas operadas según reglas de operación bien precisas y generalmente testadas en modelos reducidos antes de la construcción del embalse, para que los incrementos bruscos de caudal aguas abajo no erosionen las márgenes ni causen problemas a las estructuras allí existentes.  Sin embargo en la gran mayoría de los embalses existe también un vertedero de solera libre.